# Артистичне плавання на Чемпіонаті Європи з водних видів спорту 2022 — гайлайт
Змагання з артистичного плавання у гайлайті на Чемпіонаті Європи з водних видів спорту 2022 відбулись 12 серпня.

## Результати[3]
| Місце | Країна   | Спортсменки | Оцінка  |
| ----- | -------- | --- | ------- |
| 1     | Україна  | Марина Алексіїва Владислава Алексіїва Олеся Дерев'янченко Марта Фєдіна Вероніка Гришко Софія Мацієвська Дар'я Мошинська Ангеліна Овчиннікова Анастасія Шмоніна Валерія Тищенко | 94.0667 |
| 2     | Італія   | Доміціана Каванна Лінда Черруті Констанца Ді Камілло Констанца Ферро Джемма Галлі Марта Якоаччі Марта Мурру Енріка Пікколі Федеріка Сала Франческа Дзуніно                     | 91.7000 |
| 3     | Франція  | Камій Бравар Манон Дісбо Амбр Ено Лора Гонесалес Маїсса Жермо Морін Дженкінс Роман Люнель Ев Планекс Шарлотт Трембл Матільд Віньєр                                             | 89.2000 |
| 4     | Угорщина | Анна Апаті Ніке Барта Лінда Фаркаш Богларка Гач Лілєн Гетц Ганна Гатала Сабіна Хунглер Панна Сакалл Лена Сорат Бланка Таксоні                                                  | 78.5667 |